# Grewia vitiensis
Grewia vitiensis là một loài thực vật có hoa trong họ Cẩm quỳ. Loài này được Turrill mô tả khoa học đầu tiên năm 1915.